# Соломон, Йонти
Йонти Соломон (англ. Yonty Solomon; 6 мая 1937, Кейптаун, Южно-Африканский Союз — 26 сентября 2008, Лондон, Великобритания) — южноафриканский и британский пианист.

## Биография
Сын еврейских эмигрантов из Литвы. Поступив в Кейптаунский университет на отделение медицины, окончил его со специализиацией по психологии и музыке, получив пианистическое образование у работавших в этот период в Южной Африке британцев Эрика Чизхолма и Кендалла Тейлора. В 1959—1962 гг. совершенствовал своё мастерство в Лондоне под руководством Майры Хесс, затем учился также в Академии Киджи у Гвидо Агости и в США у Чарльза Розена. В 1962 году был удостоен Бетховенской медали в рамках Международной музыкальной премии Харриет Коэн.
В 1963 году дебютировал на сцене лондонского Уигмор-холла с исполнением баховских Гольдберг-вариаций и прелюдий Шопена. В дальнейшем среди основных столпов программы Соломона были сонаты Бетховена (он исполнял все 32), сочинения Клода Дебюсси, Мориса Равеля (особенно «Ночной Гаспар»), Леоша Яначека, Исаака Альбениса. В 1976 году Соломон стал первым исполнителем, которому после нескольких десятилетий запрета разрешил исполнение своих произведений Кайхосру Сорабджи, в своё время друживший с его учителем Чизхолмом; официальная премьера новых сочинений Сорабджи стала событием, хотя исполнение Соломона и вызвало нарекания критики, ранний «Благоуханный сад» Сорабджи Соломон позднее записал.
Его внимание к современной музыке подчёркивают данные им премьеры сочинений Ричарда Беннета (1964), Вилфреда Джозефса (1967), Уско Мериляйнена (соната № 2, 1967).
В 1990—1994 годах Соломон выступал в составе фортепианного трио Соломона вместе со скрипачом Родни Френдом и виолончелистом Тимоти Хью; трио гастролировало в Великобритании, Италии, Германии, Испании и Швейцарии, осуществлённая ими запись трио Чайковского и Аренского вызвала одобрение специалистов.
Соломон дважды выступил консультантом при съёмке кинофильмов на музыкальные темы. В 1988 году он дал более 300 часов консультаций юному британскому актёру индийского происхождения Навину Чоудри, исполнявшему роль юного пианиста в фильме Джона Шлезингера «Мадам Сузацка», а в 1991 году инструктировал Хью Гранта, исполнявшего роль Фридерика Шопена в фильме «Экспромт»; к первому из них Соломон также записал значительную часть музыки.
С 1977 года жил, в основном, в Лондоне. Преподавал в Королевском колледже музыки (в числе учеников — Катерина Греуэ, Георг Эммануэль Лазаридис, Симона Ван) и Тринити-колледже (среди учеников — Юлия Фёдорова). Руководил международным Алькановским обществом.
Из увлечений отмечают коллекционирование произведений искусства (Д.Эпстайна, Э.Фринк).
Соломон умер от опухоли мозга. Как сообщили некрологи основных британских газет, его пережил его партнёр Роуэн Мейер.